# Гордон, Эннерли
Эннерли Гордон (англ. Annerley Emma Gordon, известная также под псевдонимом Ann Lee, родилась 12 ноября 1967 года в Шеффилде, Саут-Йоркшир, Великобритания) — британская евробит и евродэнс певица.

## Карьера
В конце 80-х она переехала в Италию, где проявила себя как талантливая певица и исполнила ряд евробит синглов под собственным именем и разными псевдонимами.
Эннерли Гордон автор песни «Rhythm of the Night», взорвавшей национальные чарты, которая была записана в декабре 1993 года на студии DWA record в Италии евродэнс проектом Corona.
В 1998 году Эннерли Гордон выпускает первую песню под псевдонимом Ann Lee «Two Times», которая вошла в первую десятку хит-парадов многих европейских стран, а также Австралии и Новой Зеландии. В последующие годы она продолжила выпускать синглы и альбомы под псевдонимом Ann Lee. Она также, написала песни «Another Day» и «Sexy Eyes» для Whigfield и «Try Me Out» для группы Corona.
В 2007 году Ли вернулась с альбомом So Alive с синглом «Catches Your Love». В 2009 году она выпустила сингл «2 People» в компании звукозаписи Off Limits. В декабре того же года Ли исполнила вокал для сингла Фавретто «I Get The Feeling», также выпущенного Off Limits.

## Список синглов
A. Gordon
- «On My Own»
- «Down Town Rhythm»
- «Everybody Let’s Dance»
- «Hot’n Ready»
- «Planet Of Warriors»
- «Sexy Boy, Sexy Toy»
- «Take Your Time»
- «Donna»

Lolita
- «Try Me»
- «Pizza Dance»
- «Move Your Body»

Virginelle
- «Tango Tango»

Annalise
- «Bad Love»
- «New Love»
- «Promised Land»
- «With Your Photograph»
- «Love Toy»

Ally & Jo
- «Nasty Girl»
- «Holding You»
- «The Lion Sleeps Tonight»
- «In the Zodiac»

Ann Lee
- «2 Times»
- «Voices»
- «Ring My Bell»
- «So Deep»
- «No No No»
- «Catches Your Love»
- «2 People»